# A.D.O.S.
A.D.O.S. était une émission de télévision qui s'adressait aux parents. La version quotidienne nommée A.D.O.S. * : Le mode d’emploi à l’usage des parents était diffusé les lundis, mardis, jeudis et vendredis à 10 h 30 sur Gulli.
À partir de février 2007, une déclinaison mensuelle est diffusé le premier lundi du mois sous le titre A.D.O.S. : Le Débat.

## Principe
Accompagné de spécialistes (psy, médecins, pédagogues, chercheurs, philosophes, intervenants de terrain...), Anne Gintzburger a pour but de mieux comprendre les problématiques des enfants de 10 à 15 ans.
Chaque émission a un sujet auxquelles les différents intervenants dialoguent afin d'apporter des réponses en s'appuyant sur des paroles et témoignages d’enfants.
La déclinaison mensuelle de l'émission accueille parents et enfants dans un plateau délocalisé en rapport avec le sujet. Le débat s'appuie sur un documentaire ou un téléfilm en rapport avec la thématique du débat.

## Liste des émissions
Les informations mentionnées dans cette section proviennent de l'Inatheque.

### A.D.O.S. *: Le mode d’emploi à l’usage des parents
| N° | Date de première diffusion | Titre                                                      | Commentaires                                                                                             |
| -- | -------------------------- | ---------------------------------------------------------- | --- |
| 1  | 20 novembre 2005           | Les enfants connaissent-ils leurs droits                   | Diffusé exceptionnellement un dimanche à l'occasion de la Journée Internationale des Droits de l'Enfant. |
| 2  | 21 novembre 2005           | Parents, ados : redéfinir le contrat familial              | |
| 3  | 22 novembre 2005           | Internet : les protéger... ou les éduquer ?                | |
| 4  | 24 novembre 2005           | Vie publique : quand les enfants s'engagent                | |
| 5  | 25 novembre 2005           | Quand l'habit fait l'ado                                   | |
| 6  | 28 novembre 2005           | Tous des blogueurs ?                                       | |
| 7  | 29 novembre 2005           | Mais vas tu lire à la fin ?                                | |
| 8  | 1er décembre 2005          | Sida : s'informer, c'est se protéger                       | |
| 9  | 2 décembre 2005            | La puberté, côté filles                                    | |
| 10 | 5 décembre 2005            | Le sport, une seconde chance ?                             | |
| 11 | 6 décembre 2005            | Obésité : un cap dans la prévention ?                      | |
| 12 | 8 décembre 2005            | Le cerveau des ados : le big bang ?                        | |
| 13 | 9 décembre 2005            | La puberté, côté garçons                                   | |
| 14 | 13 décembre 2005           | Soutien scolaire : l'école joue-t-elle son rôle ?          | |
| 15 | 15 décembre 2005           | Mères filles : ni rivales ni copines !                     | |
| 16 | 16 décembre 2005           | Comment les dissuader de fumer ?                           | |
| 17 | 3 janvier 2006             | Le sommeil des ados                                        | |
| 18 | 5 janvier 2006             | La violence chez les filles                                | |
| 19 | 6 janvier 2006             | Piercings et tatouages                                     | |
| 20 | 9 janvier 2006             | Deux papas, deux mamans                                    | |
| 21 | 10 janvier 2006            | Les copains d'abord                                        | |
| 22 | 12 janvier 2006            | Génération cannabis                                        | |
| 23 | 13 janvier 2006            | Accros aux jeux vidéo                                      | |
| 24 | 16 janvier 2006            | Pourquoi le rap leur parle                                 | |
| 25 | 17 janvier 2006            | Les ados et l'info                                         | |
| 26 | 19 janvier 2006            | Enfants adoptés : la traversée de l'adolescence            | |
| 27 | 20 janvier 2006            | Le langage des ados                                        | |
| 28 | 23 janvier 2006            | Filles-garçons : où en est la mixité ?                     | |
| 29 | 24 janvier 2006            | Divorce : il veut revoir son mode de garde, maman papa     | |
| 30 | 26 janvier 2006            | Les nouveaux rites de passage de l'enfance à l'adolescence | |
| 31 | 27 janvier 2006            | Les ados et l'argent                                       | |
| 32 | 30 janvier 2006            | Rêves d'artistes, sections arts au collège                 | |
| 33 | 31 janvier 2006            | L'internat : une solution pour reprendre pied ?            | |
| 34 | 2 février 2006             | Prévention du suicide chez les jeunes                      | Numéro en partenariat avec la Fondation de France                                                        |
| 35 | 3 février 2006             | Littérature jeunesse : le retour du merveilleux            | |
| 36 | 13 février 2006            | Jumeaux : encore plus proches à l'adolescence ?            | |
| 37 | 6 mars 2006                | Quand le sport n'a plus la cote                            | |
| 38 | 7 mars 2006                | L'orientation en troisième : trop tôt ou trop tard ?       | Reportage tourné au Salon de l'apprentissage et de l'alternance à Paris.                                 |
| 39 | 9 mars 2006                | L'adolescence ? C'est pas si grave !                       | |
| 40 | 10 mars 2006               | Leur premier chagrin d'amour                               | |
| 41 | 13 mars 2006               | Les mamans adolescentes                                    | |
| 42 | 14 mars 2006               | Une vie privée à respecter                                 | |
| 43 | 16 mars 2006               | Le collège face au handicap                                | |
| 44 | 20 mars 2006               | Grandir avec une double culture                            | |
| 45 | 21 mars 2006               | La fugue : un signe d'appel                                | |
| 46 | 23 mars 2006               | Complexes : l'aider à accepter son corps                   | |
| 47 | 24 mars 2006               | Au secours, mon ado me pousse à bout                       | |
| 48 | 27 mars 2006               | Dents : faut-il passer par l'orthodontie                   | |
| 49 | 28 mars 2006               | Mon conjoint, ses enfants et moi                           | |
| 50 | 30 mars 2006               | Violence scolaire : quelles réponses ?                     | |
| 51 | 31 mars 2006               | Jeux de rôle : l'imagination au pouvoir                    | |
| 52 | 3 avril 2006               | Filles et garçons : toujours aussi sexistes ?              | |
| 53 | 4 avril 2006               | Fan attitude : que lui apporte son idole ?                 | |
| 54 | 6 avril 2006               | Comportements alimentaires : anorexie                      | Numéro en partenariat avec la Fondation de France                                                        |
| 55 | 7 avril 2006               | Comportements alimentaires : boulimie                      | Numéro en partenariat avec la Fondation de France                                                        |
| 56 | 9 mai 2006                 | Téléchargement : tous des pirates ?                        | |
| 57 | 11 mai 2006                | Parler d'homosexualité avec nos ados                       | |
| 58 | 12 mai 2006                | Il veut un deux-roues                                      | |
| 59 | 15 mai 2006                | Frères et sœurs : chiens et chats ?                        | |
| 60 | 16 mai 2006                | École privée, école publique                               | |
| 61 | 18 mai 2006                | Grandir en banlieue                                        | |
| 62 | 19 mai 2006                | Il veut sortir le soir                                     | |
| 63 | 22 mai 2006                | Les ados et leurs grands-parents complices                 | |
| 64 | 23 mai 2006                | Absentéisme scolaire, décrochage : que faire ?             | |
| 65 | 25 mai 2006                | Les ados et l'argent                                       | |
| 66 | 26 mai 2006                | Comment font-ils leur éducation sexuelle ?                 | |
| 67 | 29 mai 2006                | Quand les ados philosophent                                | |
| 68 | 30 mai 2006                | Les langues étrangères au collège                          | |
| 69 | 1er juin 2006              | La croissance : trop petit, trop grand ?                   | |
| 70 | 2 juin 2006                | Vont ils sauver la planète Terre                           | |
| 71 | 6 juin 2006                | Il redouble : une seconde chance ?                         | |
| 72 | 8 juin 2006                | Premières vacances sans les parents                        | |
| 73 | 9 juin 2006                | Des lieux d’accueil et d'aide rien que pour eux            | Numéro en partenariat avec la Fondation de France                                                        |
| 74 | 12 juin 2006               | Libre antenne à la radio : conseils et confidences         | |
| 75 | 13 juin 2006               | Les trop bons élèves : les aider à lâcher prise            | |
| 76 | 15 juin 2006               | Du coup de blues à la dépression                           | |
| 77 | 16 juin 2006               | Téléphone portable : le doudou numérique                   | |
| 78 | 19 juin 2006               | Grandir dans une famille monoparentale                     | |
| 79 | 20 juin 2006               | Réviser pendant les vacances : le pensum                   | |
| 80 | 22 juin 2006               | Timide, solitaire : comment l'aider                        | |
| 81 | 23 juin 2006               | Maison des ados : une autre façon de soigner               | |
| 82 | 26 juin 2006               | Acné : la fin de la guerre des boutons                     | |
| 83 | 27 juin 2006               | Être ado en milieu rural : quel ennui ?                    | |
| 84 | 29 juin 2006               | Pourquoi les ados sont-ils rebelles ?                      | |
| 85 | 30 juin 2006               | Rêve de célébrité : miroir aux alouettes ?                 | |
| 86 | 3 juillet 2006             | Mes parents, mon mec (ma copine) et moi...                 | |
| 87 | 4 juillet 2006             | Ces parents qui ne veulent pas grandir...                  | |

### A.D.O.S.: Le Débat
| N° | Date de première diffusion | Titre                                | Œuvre audiovisuelle diffusé                        | Lieu de tournage                                   | Commentaires                                                          |
| -- | -------------------------- | ------------------------------------ | -------------------------------------------------- | -------------------------------------------------- | --------------------------------------------------------------------- |
| 1  | 5 février 2007             | Quand le sport les gagne !           | Les ados du Dojo (documentaire)                    | Gymnase des Amiraux à Paris                        |                                                                       |
| 2  | 5 mars 2007                | L'amour, la première fois...         | Les seins aussi ont commencé petits (documentaire) | CDI du Lycée Claude-Bernard à Paris                |                                                                       |
| 3  | 2 avril 2007               | Cannabis : une drogue pas si douce ? | La fumée dans la tête (documentaire)               | Lycée Claude-Bernard à Paris                       |                                                                       |
| 4  | 7 mai 2007                 | L'orientation scolaire en question   | Ma Céline à moi (documentaire)                     | Cité des sciences et de l'industrie de la Villette |                                                                       |
| 5  | 4 juin 2007                | Résilience : revivre après l'épreuve | Tu es mon autre (documentaire)                     | Médiathèque d'Issy-Les-Moulineaux                  | déconseillé aux moins de 10 ans                                       |
| 6  | 2 juillet 2007             | Même séparés, restons parents !      | Mes parents sont divorcés (documentaire)           | Médiathèque d'Issy-Les-Moulineaux                  |                                                                       |
| 7  | 1er octobre 2007           | Amis pour la vie                     | L'Instit : Privé d'école                           | Bibliothèque de Montreuil-sous-Bois                |                                                                       |
| 8  | 19 novembre 2007           | Les enfants ont aussi des droits     | L'Instit : Ting Ting                               | Lycée Michelet (Vanves)                            | Diffusé la veille de la Journée internationale des droits de l'enfant |
| 9  | 3 décembre 2007            | L'argent des ados : en avoir ou pas  | L'Instit : Tu m'avais promis                       | Lycée Michelet (Vanves)                            |                                                                       |